# Ana María de Acuña y Guzmán
Ana María de Acuña y Guzmán (fallecida en Madrid, el 3 de febrero de 1669), III marquesa de Vallecerrato, noble y dama de palacio.

## Biografía
Era hija de  Juan de Acuña, I marqués de Vallecerrato y presidente del Consejo de Hacienda, y de Ángela de Guzmán, hija del señor de Toral. El 2 de octubre de 1609 fue recibida como dama en la casa de la reina Margarita de Austria, tras cuya muerte continuó en el palacio real y luego en la Corte de Isabel de Borbón. 
El 2 de mayo de 1624, en Madrid, contrajo matrimonio por primera vez con Luis Carrillo de Toledo, noble, gobernador de Galicia y virrey de Valencia (entre otro cargos), quien recibirá los títulos de marqués de Caracena y conde de Pinto en 1624 y para quien, por el contrario, suponía ya su tercer matrimonio. De hecho fallece tan sólo dos años después, en 1626, por lo que el 9 de enero de 1633 se casó en segundas nupcias con su primo Martín de Ledesma y Guzmán, I vizconde de Santarém y I marqués de Palacios. En 1631 sucedió en el título del marquesado de Vallecerrato, al morir sin sucesión su hermano Diego Melchor Luis de Acuña, quien fue asesinado de un pistoletazo en la calle mayor de Madrid. 
Pese a ello, falleció también sin sucesión en Madrid el 3 de febrero de 1669, por lo que sucedió en el título su hermana Antonia Marcela de Acuña y Guzmán, casada con García Sarmiento de Sotomayor y Luna, II conde de Salvatierra y virrey de México (1642-1648) y Perú (1648-1655)